# Патаја
Патаја (тај. พัทยา) је светски познато летовалиште у Тајланду. Налази се у провинцији Чонбури у источном делу централног Тајланда.
Град је 2006. имао 98.992 становника., а 2007. број становника регистрованих у граду био је 104.318.
Патаја се налази на источној обали Тајландског залива, неких 160 километара југоисточно од Бангкока. Град се простире око 15 километара уз обалу.

### Клима
Клима је тропско-монсунска са три годишња доба. Од новембра до фебруара је топла и влажна са температурама од 20 до 30  °C и средњом влажношћу ваздуха од 50%. Врућ и влажни период траје од фебруара до маја, када температуре могу да досегну 40  °C, док је влажност ваздуха око 75%.
Топла кишна сезона траје од јуна до октобра, када због готово сталних киша влажност достиже 90%, а температуре се крећу у опсегу 25  °C до 35  °C. Најпријатније време је крајем децембра, када је туристичка сезона у шпицу.
|                                       | јан  | феб  | мар  | апр  | мај   | јун   | јул  | авг  | сеп   | окт   | нов  | дец  | годишње |
| ------------------------------------- | ---- | ---- | ---- | ---- | ----- | ----- | ---- | ---- | ----- | ----- | ---- | ---- | ------- |
| Просечна максимална температура ( °C) | 30,7 | 31,0 | 31,8 | 32,9 | 32,4  | 31,6  | 31,3 | 31,1 | 31,0  | 30,6  | 30,4 | 29,9 | 31,2    |
| Просечна минимална температура ( °C)  | 23,0 | 24,3 | 25,4 | 26,4 | 26,5  | 26,5  | 26,0 | 26,0 | 25,1  | 24,2  | 23,4 | 22,2 | 24,9    |
| Просечна количина падавина (mm)         | 13,7 | 12,0 | 52,5 | 61,6 | 154,6 | 104,9 | 87,0 | 98,6 | 217,1 | 242,6 | 82,8 | 6,4  | 1133,8  |
| Просечан број кишних дана             | 1,7  | 2,3  | 4,6  | 5,8  | 12,0  | 11,6  | 12,2 | 13,0 | 17,1  | 18,5  | 7,0  | 1,1  | 106,9   |

## Становништво
| Година       |
| Становништво |
| ------------ |

## Партнерски градови
- Шимкент
- Вухан
- Ћингдао
- Zhangjiajie